# 篠崎桂之助
篠崎 桂之助（しのざき けいのすけ、嘉永5年5月15日（1852年7月2日） - 1876年9月25日）は日本のプロテスタント。日本基督公会の創立者の一人。

## 生涯
1852年、駿河国に生まれた。神道大成教の創立者平山省斎の元で漢学を学ぶが、1870年、ジェームズ・バラの元で英語を学ぶ。漢訳の聖書を読んで、1872年に押川方義と共に洗礼を受けた。日本最初のプロテスタント教会である日本基督公会の有力な信徒として活躍する、信徒伝道者として上田にも派遣された。しかし、肺結核で24歳で死去する。